# Borsa-patak (Máramaros)
A Borsa-patak (Czibó és Csiszla néven is említik; románul: Râul Tâșla vagy Raul Cisla) a Visó jobb oldali mellékvize Romániában, Máramaros megyében. Hossza 20 km, vízgyűjtő területe 103 km². Borsánál torkollik a Visóba.
Települések a patak mentén: Borsabánya, Borsa.
2008-ban egy borsabányai zagytározóból nehézfémeket tartalmazó zagy ömlött a patakba.